# Anemone decapetala
Anemone decapetala là một loài thực vật có hoa trong họ Mao lương. Loài này được Ard. mô tả khoa học đầu tiên năm 1764.